# Leptoiulus bakonyensis
Leptoiulus bakonyensis är en mångfotingart som först beskrevs av Karl Wilhelm Verhoeff 1899.  Leptoiulus bakonyensis ingår i släktet Leptoiulus och familjen kejsardubbelfotingar. Utöver nominatformen finns också underarten L. b. pruticus.